# Arandina Club de Fútbol
Arandina Club de Fútbol é um clube de futebol espanhol com sede em Aranda de Duero, na comunidade autônoma de Castela e Leão. Atualmente, disputa a Terceira Divisão Espanhola. O clube manda seus jogos no Estádio El Montecillo, com capacidade para seis mil pessoas.

## História
O clube foi fundado em 1987.